# Santa María de Pinós
Santa María de Pinós o Santuario de Pinós o Virgen María de Pinós  es una iglesia del municipio de Pinós, en el Solsonés, incluida en el Inventario del Patrimonio Arquitectónico de Cataluña.

## Situación
Se encuentra en la carena de la sierra de Pinós, muy cerca de su punto culminante, considerado el centro geográfico de Cataluña. Se  sube desde Ardèvol por una carretera asfaltada de 3 km, o bien por el sur, desde el núcleo de Pinós (o Pinoso), a 1,6 km. En la plaza ante la iglesia se halla la Cruz de Término y, a un lado, el Hostal del Santuario.

## Descripción

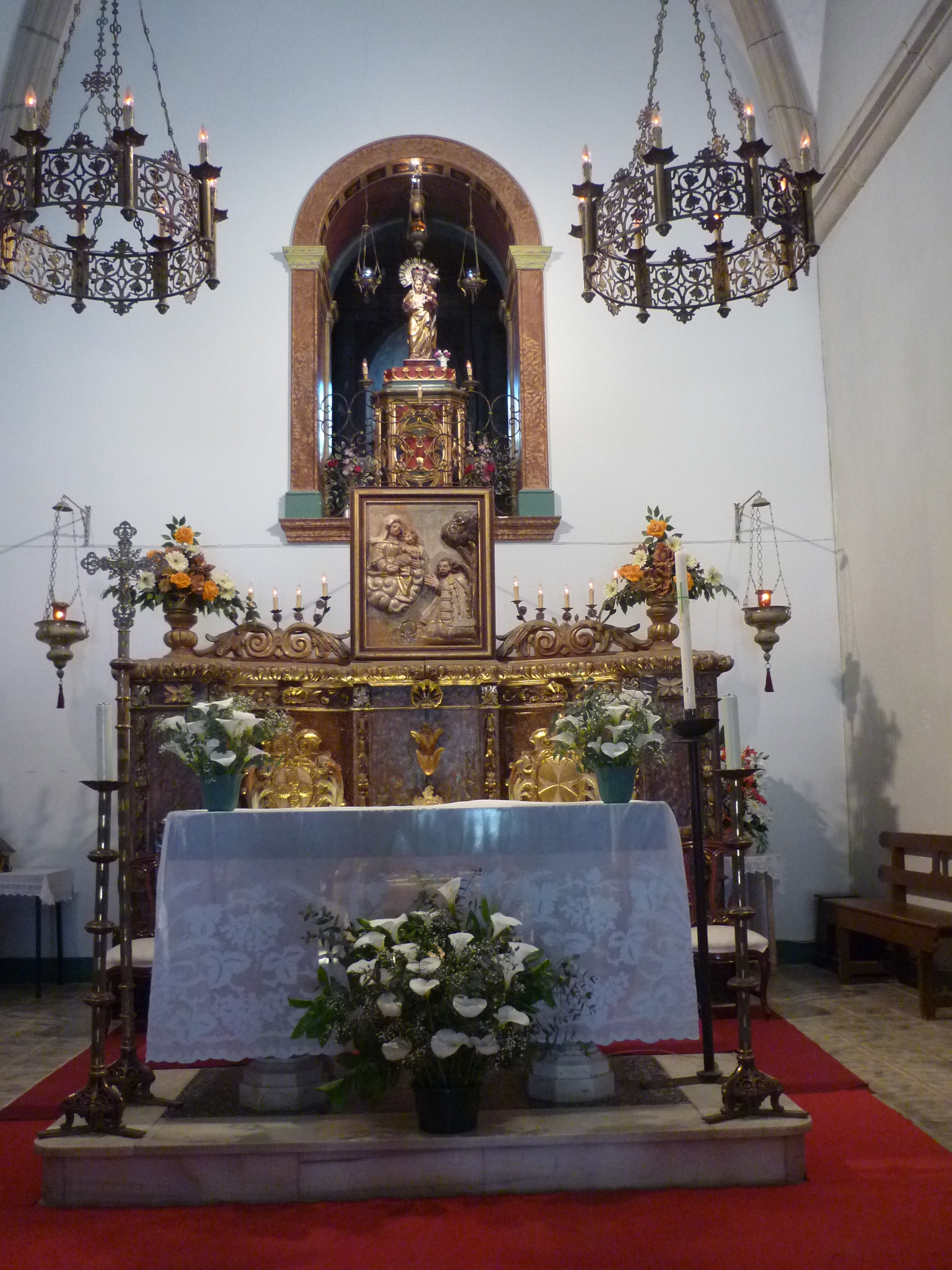
Interior del templo

Santuario de planta rectangular con techo de doble vertiente y con la cumbrera paralela a la fachada principal. El portal, en medio de la austera fachada, repite la fórmula del frontón triangular sostenido por dos columnas estriadas con capiteles dóricos sobre macizas pilastras. Un óculo ilumina el interior de la iglesia y dos pares de ventanas rectangulares a ambos lados de la puerta son las únicas aberturas del edificio. Al lado, al salir de la iglesia santuario se encuentran el gran edificio de la hostelería y las dependencias anejas.
En el camarín se halla la talla policromada de la Virgen María de Pinós, barroca. Formaba parte de un retablo que se perdió en 1939. Encima del altar también se puede observar un fragmento del retablo barroco con la escena del encuentro de la Virgen.

## Historia
Este centro de devoción comarcal se levanta a más de 904 metros de altitud, dominando una magnífica panorámica. El Santuario fue edificado en 1312 por los hospitalarios. El año 1505, Bernat Casas, vecino y labrador de Matamargó, de camino hacia Biosca paró a rezar y en aquel momento se le apareció la Virgen y le preguntó cómo iba la peste que había por toda la comarca desde hacía tiempo. Finalmente, le dijo que hacía años que se había perdido la devoción a la Virgen y le mandó que hiciera construir una Iglesia para alabar a Dios y a su madre. Confirmado el hecho de la aparición por el Tribunal eclesiástico, se construyó una nueva iglesia que no se corresponde con la actual, que es posterior. El santuario aparece mencionado en testamentos del siglo XIV. En el siglo XVI la devoción popular perdió tanto interés que el administrador, mosén Arcís Chaparral solicitó a Elisabet de Josa, señora de la baronía, ayudas para la construcción del hostal y la casa. El comendador de Cervera, la Ametlla y Puig-reig nombraba  siempre el prior de este santuario. Es uno de los muchos lugares de Cataluña donde la Virgen posee la advocación de Virgen encontrada.